# Tramwaje w Dunkierce
Tramwaje w Dunkierce − zlikwidowany system komunikacji tramwajowej we francuskim mieście Dunkierka, działający w latach 1880−1952.

## Historia
Pierwsze tramwaje w Dunkierce uruchomiono 1 czerwca 1880 były to tramwaje konne, które kursowały na jednej linii normalnotorowej (1435 mm) łączącej dworzec kolejowy z Kursaal. W 1896 otwarto trasę tramwajową z Dunkierki do Saint-Pol o długości 3 km. Linia podmiejska nie miała połączenia z wcześniej istniejącą linią w mieście. W 1898 otwarto linię Dunikerka − Gare de Rosendael. W 1899 uruchomiono tramwaje akumulatorowe, które zastąpiły tramwaje konne, a wagony tramwajów konnych zostały przebudowane na wagony doczepne. W 1903 po niepowodzeniu z tramwajami akumulatorowymi uruchomiono tramwaje elektryczne. W latach 1903−1906 wybudowano dwa nowe odcinki sieci:
- Coudekerque − Les Bassins
- Malo-les-Bains − Malo-Terminus

W 1906 w eksploatacji znajdowało się 25 wagonów silnikowych i 21 wagonów doczepnych. W 1912 linia do Saint-Pol została przejęta przez spółkę, która zarządzała siecią miejską i została zelektryfikowana. W tym czasie dostarczono do miasta 9 nowych wagonów silnikowych. Wówczas sieć przedstawiała się następująco:
- Gare - Malo-les-Bains - Rosendael
- Saint-Pol - Gare - Malo-les-Bains
- Bassins - Rosendael
- Coudekerque-Branche - Malo-les-Bains
- Malo-les-Bains (Casino) - Malo-les-Bains (Terminus)

W 1940 miasto znacznie ucierpiało, a wraz z nim sieć tramwajowa. Po wojnie uruchomiono tylko linię do Malo-les-Bains. Ostatecznie sieć tramwajową w Dunkierce zlikwidowano 3 listopada 1952.